# Диффа (регион)
Диффа (фр. Diffa) — регион в Нигере. Площадь региона Диффа равна 156 906 км². Численность населения составляет 489 531 человек (на 2011 год). Административный центр — город Диффа.

## География
Регион Диффа расположен на юго-востоке Нигера. На севере от него лежит регион Агадес, на западе — регион Зиндер. На востоке региона проходит государственная граница Нигера с Чадом, на юге — государственная граница с Нигерией. На крайнем юго-востоке региона лежит озеро Чад.

## Население
85 % населения оседлы, 15 % — кочевники. Основное занятие населения провинции — экстенсивное сельское хозяйство и рыболовство в озере Чад. В связи с постоянным понижением уровня воды в озере экономическое положение жителей Диффа за последние десятилетия резко ухудшилось и население покидает провинцию.

## Административное деление
В административном отношении провинция разделена на 3 департамента и 1 муниципию (город Диффа).
Департамент Диффа (Diffa):
- Площадь: 7 563 км²
- Население: 209 249 чел. (2011)

Департамент Мэн-Сороа (Maïné-Soroa):
- Площадь: 16 338 км²
- Население: 202 534 чел. (2011)

Департамент Нгигми (N’Guigmi):
- Площадь: 133 005 км²
- Население: 77 748 чел. (2011)